# Chennaiyin Football Club
Il Chennaiyin Football Club (in tamil சென்னையின் காற்பந்துக் கழகம்) è una società calcistica indiana con sede nella città di Chennai. Milita nella Indian Super League per sostituire il Bangalore Titans che ha abbandonato la competizione. Nel suo palmarès vanta due titoli vinti rispettivamente nel 2015 e nel 2017-2018.

## Storia
Viene fondata nel 2014, come una delle squadre che parteciperanno alla nuova competizione indiana, l'Indian Super League. Chiude al primo posto in classifica con 23 punti, mentre viene eliminata in semifinale di Play-off dai Kerala Blasters per 3-4 (0-3, 3-1).
Sempre nel 2014 la panchina è affidata all'ex giocatore dell'Inter e campione del mondo 2006 Marco Materazzi, alla sua prima esperienza come allenatore. Nel club indiano approdano vari giocatori di nazionalità italiana, quali Alessandro Potenza, Manuele Blasi, Alessandro Nesta e giocatori di buon livello a fine carriera come Gennaro Bracigliano, Elano e Bernard Mendy.
Nel 2015, allenato da Marco Materazzi, vince la sua prima Indian Super League battendo in finale il Goa per 2-3. Nel 2016 chiude con un 7º posto nella stagione regolare, mentre nella stagione 2017-2018 vince il suo secondo titolo battendo in finale il Bengaluru per 2-3.

## Colori e simboli

### Colori
I colori della squadra sono il blu e il bianco. La prima divisa, infatti, è totalmente blu con inserti bianchi sulle maniche, sul colletto e sui pantaloncini.

### Simboli ufficiali

#### Stemma
Lo stemma della squadra è a forma classica di scudo blu con bordo giallo (riprende i colori societari). Al suo interno c'è la scritta Chennaiyin F.C. in bianco e vi è rappresentato il Dhrishti Bommai.

## Strutture

### Stadio
Il Marina Arena è uno stadio a Chennai. Ha una capacità di 40.000 posti.

## Società

### Sponsor
Di seguito la cronologia di fornitori tecnici e sponsor del Chennaiyin.
| Sponsor Tecnici - 2014 TYKA Sports | Sponsor Ufficiali - 2014 Ozone Group |

## Allenatori e presidenti
| Allenatori - 2014-2017 Marco Materazzi - 2017-2019 John Gregory - 2019-2020 Owen Coyle - 2020-2021 Csaba László - 2021-2022 Božidar Bandović - 2022 Syed Sabir Pasha (Interim) - 2022-2023 Thomas Brdarić - 2023-attuale Owen Coyle | Presidenti - 2014-attuale ? |

### Allenatori vincitori di titoli
I seguenti allenatori hanno vinto almeno un trofeo quando erano alla guida del club indiano:
| Trofei | Nome            | Stagione  |
| ------ | --------------- | --------- |
| 1      | Marco Materazzi | 2015      |
| 1      | John Gregory    | 2017-2018 |

## Palmarès

### Competizioni nazionali
- Indian Super League: 2

2015, 2017-2018

### Altri piazzamenti
- Indian Super League:

Secondo posto: 2019-2020
- Super Cup:

Finalista: 2019

## Organico

### Rosa
| N. |                        | Ruolo | Calciatore             |
| -- | ---------------------- | ----- | ---------------------- |
| 1  | India (bandiera)       | P     | Samik Mitra            |
| 3  | Inghilterra (bandiera) | D     | Ryan Edwards           |
| 4  | India (bandiera)       | D     | PC Laldinpuia          |
| 5  | Brasile (bandiera)     | C     | Elsinho                |
| 6  | India (bandiera)       | D     | Ankit Mukherjee        |
| 7  | India (bandiera)       | A     | Kiyan Nassiri          |
| 8  | India (bandiera)       | C     | Jitendra Singh         |
| 9  | Colombia (bandiera)    | A     | Wilmar Jordán Gil      |
| 10 | Scozia (bandiera)      | A     | Connor Shields         |
| 13 | India (bandiera)       | P     | Mohammad Nawaz         |
| 17 | India (bandiera)       | C     | Mandar Rao Dessai      |
| 19 | India (bandiera)       | A     | Irfan Yadwad           |
| 22 | India (bandiera)       | C     | Lalrinliana Hnamte     |
| 23 | India (bandiera)       | C     | Vignesh Dakshinamurthy |
| 24 | India (bandiera)       | P     | Mohanraj K             |

| N. |                    | Ruolo | Calciatore           |
| -- | ------------------ | ----- | -------------------- |
| 26 | India (bandiera)   | D     | Laldinliana Renthlei |
| 27 | Nigeria (bandiera) | A     | Daniel Chima         |
| 31 | India (bandiera)   | P     | Malhar Mohol         |
| 32 | India (bandiera)   | D     | Karthick Thirumalai  |
| 33 | India (bandiera)   | D     | Bikash Yumnam        |
| 36 | India (bandiera)   | A     | Vivek S              |
| 37 | India (bandiera)   | C     | Jiteshwor Singh      |
| 39 | India (bandiera)   | A     | Vishal R             |
| 40 | India (bandiera)   | D     | Praful Kumar Y V     |
| 47 | India (bandiera)   | A     | Vincy Barretto       |
| 55 | India (bandiera)   | C     | Ngangom Raman Singh  |
| 70 | Brasile (bandiera) | C     | Lukas Brambilla      |
| 71 | India (bandiera)   | A     | Farukh Choudhary     |
| 77 | India (bandiera)   | A     | Gurkirat Singh       |

### Staff tecnico
- Owen Coyle - Allenatore
- Sandy Stewart - Vice allenatore
- Noel Wilson - Vice allenatore
- Milorad Nikolić - Allenatore portieri

## Club affiliati
- Norwich City